# Лісане
Лісане (перс. ليسانه) — село в Ірані, у дегестані Дейламан, у бахші Дейламан, шагрестані Сіяхкаль остану Ґілян. У переписі 2006 року вказане як окремий населений пункт, але без відомостей про чисельність населення.

## Клімат
Середня річна температура становить 13,86 °C, середня максимальна – 27,77 °C, а середня мінімальна – -0,29 °C. Середня річна кількість опадів – 849 мм.
| Клімат поселення                              | Клімат поселення | Клімат поселення | Клімат поселення | Клімат поселення | Клімат поселення | Клімат поселення | Клімат поселення | Клімат поселення | Клімат поселення | Клімат поселення | Клімат поселення | Клімат поселення | Клімат поселення |
| Показник                                      | Січ.             | Лют.             | Бер.             | Квіт.            | Трав.            | Черв.            | Лип.             | Серп.            | Вер.             | Жовт.            | Лист.            | Груд.            |                  |
| Середній максимум, °C                         | 11,79            | 11,05            | 12,01            | 16,74            | 21,27            | 26,29            | 27,77            | 27,59            | 23,30            | 20,16            | 15,76            | 11,78            |                  |
| Середня температура, °C                       | 6,11             | 5,39             | 6,36             | 11,07            | 15,60            | 20,62            | 23,58            | 23,40            | 19,11            | 15,96            | 11,57            | 7,58             |                  |
| Середній мінімум, °C                          | 0,45             | −0,29            | 0,67             | 5,40             | 9,92             | 14,95            | 19,40            | 19,21            | 14,92            | 11,78            | 7,39             | 3,38             |                  |
| Норма опадів, мм                              | 75               | 66               | 79               | 52               | 44               | 27               | 27               | 40               | 85               | 136              | 116              | 102              |                  |
| Середньомісячна швидкість вітру, м/с          | 2.23             | 2.56             | 2.53             | 2.57             | 2.29             | 2.10             | 2.40             | 2.18             | 1.95             | 2.09             | 2.07             | 2.12             |                  |
| Середньомісячна сонячна радіація, кДж/м²·день | 7299             | 9502             | 11516            | 15801            | 19523            | 21426            | 22039            | 18763            | 15429            | 11082            | 8852             | 6915             |                  |
| --------------------------------------------- | ---------------- | ---------------- | ---------------- | ---------------- | ---------------- | ---------------- | ---------------- | ---------------- | ---------------- | ---------------- | ---------------- | ---------------- | ---------------- |
| Джерело:                                      |                  |                  |                  |                  |                  |                  |                  |                  |                  |                  |                  |                  |                  |